# ラーピド川
ラーピド川（ラーピドがわ、Rapido）またはガーリ川（ガーリがわ、Gari）は、イタリア中部、ラツィオ州フロジノーネ県を流れる約40kmの川である。リーリ川と合流しガリリャーノ川となる。
マイナルデ山のラーツィオ州と、モリーゼ州の州境付近に発し、サンテリーア・フィウメラーピドを流れる。カッシーノの街近くに来ると「ガーリ川」の名称に変わり、サンタポッリナーレ付近でリーリ川と合流しガリリャーノ川となる。合流の少し手前の短い区間ではラーツィオ州とカンパーニア州の州境になっている。
川は水が豊かで（平均25立方メートル毎秒、最低10立方メートル毎秒）、カルストの泉の豊富な所から供給されている事で一定の水量がある。